# Le Révélateur 224
Le Révélateur 224 est un site d’informations généraliste centré sur la république de Guinée.

## Histoire
Fondé en 2020, il est administré par le journaliste d'investigation Habib Marouane Camara. En décembre 2024, son administrateur est enlevé à Conakry. RSF et SPPG ont exprimé leurs inquiétude, et le parquet de Dixinn a ouvert une enquête sur sa disparation.